# فويرط
فويرط بلدة تقع في شمال شرق دولة قطر، وسكنها منذ القدم كل من العمامرة والبوكوارة والمعاضيد وكان يسكن فويرط الشمالية العمامرة وشيخهم مبارك بن حسن العماري وأما الجنوبية فيسكنها البوكوارة وشيخهم ربيعة الكواري والمعاضيد وشيخهم محمد بن ثاني، ومن ثم سكنها بعض من القبيسي والكعبان وكانت لها أهمية خاصه لأنها كانت مرز لسفن الغوص وكما ولد فيها الشيخ محمد بن ثاني جد آل ثاني وقد وصفها ج .ج.لويرمر في مذكراته في دليل الخليج الجزء الثاني ص (713) أنها بلدة على الشاطى الشرقي لقطر من شرقي الجبل كما أنها محاطة بأبراج وسور بدون أبواب والمنازل مبنية بالحجارة والطين.